# Hyposada posticaria
Hyposada posticaria är en fjärilsart som beskrevs av Walker 1866. Hyposada posticaria ingår i släktet Hyposada och familjen nattflyn. Inga underarter finns listade i Catalogue of Life.